# Hakkekød
Hakkekød er kød, der er hakket i en kødhakkemaskine eller med en hakkekniv.
Hakkekød er en ret almindelig type kød, som kan produceres af flere slags dyr. De mest almindelige typer hakkekød er hakket oksekød, hakket svinekød, hakket kyllingekød, hakket lammekød og hakket gedekød.
Hakkekød benyttes ofte til fremstilling af fars.